# National League A 2011/12
Die Spielzeit 2011/12 war die fünfte reguläre Spielzeit nach der Umbenennung der ehemaligen Nationalliga A in National League A. Da der NLB-Meister EHC Visp 2011 in der Liga-Qualifikation am HC Ambrì-Piotta scheiterte, startete die Liga 2011/12 mit den gleichen Mannschaften wie in der Vorsaison.
Die ZSC Lions setzten sich in den Playoff-Finals in sieben Begegnungen gegen den SC Bern durch und gewannen zum siebten Mal die Schweizer Meisterschaft.

## Modus
Gespielt wurden von den 12 Teams 2 Doppelrunden zu je 22 Spielen. Dazu gab es pro Team je 6 Zusatzbegegnungen gegen 3 Gegner, die aufgrund einer regionalen Einteilung (Ost, Zentral, West) festgelegt waren. Insgesamt bestritt also jede Mannschaft 50 Qualifikationsspiele. Danach ermittelten die besten acht Mannschaften den Schweizer Meister im Playoff-Stil. Die Viertelfinals, Halbfinals und der Final wurden nach dem Modus Best of seven gespielt.
Die anderen vier Mannschaften ermittelten in den Playouts diejenige Mannschaft, die gegen den Meister der National League B um den Klassenerhalt spielen musste.

## Teilnehmer
In der Zusammensetzung der National League A gab es für die Saison 2011/12 keine Veränderung im Vergleich zur vergangenen Spielzeit.
| Team                   | Standort   | Eishalle          | Kapazität |
| ---------------------- | ---------- | ----------------- | --------- |
| HC Ambrì-Piotta        | Ambrì      | Pista la Valascia | 7'000     |
| SC Bern                | Bern       | PostFinance Arena | 17'131    |
| EHC Biel               | Biel       | Eisstadion Biel   | 7'000     |
| HC Davos               | Davos      | Vaillant Arena    | 7'080     |
| Fribourg-Gottéron      | Freiburg   | BCF-Arena         | 6'800     |
| Genève-Servette HC     | Genf       | Les Vernets       | 6'837     |
| Kloten Flyers          | Kloten     | Kolping Arena     | 7'624     |
| SCL Tigers             | Langnau    | Ilfishalle        | 6'500     |
| HC Lugano              | Lugano     | Resega            | 8'000     |
| Rapperswil-Jona Lakers | Rapperswil | Diners-Club Arena | 6'000     |
| EV Zug                 | Zug        | Bossard Arena     | 7'000     |
| ZSC Lions              | Zürich     | Hallenstadion     | 11'200    |

## Hauptrunde

### Tabelle
|     | Team                   | Sp. | S  | SV | NV | N  | Tore    | Pkt. |
| --- | ---------------------- | --- | -- | -- | -- | -- | ------- | ---- |
| 1.  | EV Zug                 | 50  | 24 | 8  | 10 | 8  | 173:131 | 98   |
| 2.  | HC Davos               | 50  | 27 | 7  | 3  | 13 | 155:117 | 98   |
| 3.  | Fribourg-Gottéron      | 50  | 26 | 6  | 4  | 14 | 156:120 | 94   |
| 4.  | Kloten Flyers          | 50  | 27 | 2  | 6  | 15 | 158:117 | 91   |
| 5.  | SC Bern                | 50  | 23 | 6  | 6  | 15 | 153:130 | 87   |
| 6.  | HC Lugano              | 50  | 21 | 5  | 6  | 18 | 152:150 | 79   |
| 7.  | ZSC Lions              | 50  | 19 | 8  | 4  | 19 | 136:129 | 77   |
| 8.  | EHC Biel               | 50  | 19 | 4  | 3  | 24 | 114:128 | 68   |
| 9.  | Genève-Servette HC     | 50  | 16 | 5  | 9  | 20 | 117:126 | 67   |
| 10. | SCL Tigers             | 50  | 13 | 5  | 3  | 29 | 124:166 | 52   |
| 11. | HC Ambrì-Piotta        | 50  | 10 | 6  | 7  | 27 | 102:153 | 49   |
| 12. | Rapperswil-Jona Lakers | 50  | 12 | 1  | 2  | 35 | 99:172  | 40   |

### Beste Scorer
| Spieler         | Team                 | Spiele | Tore | Assists | Punkte |
| --------------- | -------------------- | ------ | ---- | ------- | ------ |
| Damien Brunner  | EV Zug               | 45     | 24   | 36      | 60     |
| Julien Sprunger | HC Fribourg-Gottéron | 49     | 27   | 24      | 51     |
| Jaroslav Bednář | HC Lugano            | 45     | 16   | 34      | 50     |
| Petr Sýkora     | HC Davos             | 46     | 21   | 28      | 49     |
| Jeff Tambellini | ZSC Lions            | 50     | 23   | 22      | 45     |
| Simon Gamache   | HC Fribourg-Gottéron | 50     | 20   | 25      | 45     |
| Tommi Santala   | Kloten Flyers        | 47     | 9    | 35      | 44     |
| Byron Ritchie   | SC Bern              | 47     | 22   | 21      | 43     |
| Benjamin Plüss  | HC Fribourg-Gottéron | 48     | 15   | 27      | 42     |
| Kurtis McLean   | SCL Tigers           | 49     | 14   | 28      | 42     |

## Playoffs
In den Playoffs trafen die besten acht Mannschaften der Qualifikation aufeinander.

### Turnierbaum
| Viertelfinal                                          | Viertelfinal                                          | Viertelfinal                                          |                                                       | Halbfinal                                             | Halbfinal                                             | Halbfinal                                             |   |         | Final     | Final | Final |
|                                                       |                                                       |                                                       |                                                       |                                                       |                                                       |                                                       |   |         |           |       |       |
| 1                                                     | EV Zug                                                | 4                                                     |                                                       |                                                       |                                                       |                                                       |   |         |           |       |       |
| 8                                                     | EHC Biel                                              | 1                                                     |                                                       |                                                       |                                                       |                                                       |   |         |           |       |       |
|                                                       |                                                       |                                                       | 1                                                     | EV Zug                                                | 0                                                     |                                                       |   |         |           |       |       |
|                                                       |                                                       |                                                       | 7                                                     | ZSC Lions                                             | 4                                                     |                                                       |   |         |           |       |       |
| 2                                                     | HC Davos                                              | 0                                                     |                                                       |                                                       |                                                       |                                                       |   |         |           |       |       |
| 7                                                     | ZSC Lions                                             | 4                                                     |                                                       |                                                       |                                                       |                                                       |   |         |           |       |       |
| (Die Teams werden nach der ersten Runde neu gesetzt.) | (Die Teams werden nach der ersten Runde neu gesetzt.) | (Die Teams werden nach der ersten Runde neu gesetzt.) | (Die Teams werden nach der ersten Runde neu gesetzt.) | (Die Teams werden nach der ersten Runde neu gesetzt.) | (Die Teams werden nach der ersten Runde neu gesetzt.) | (Die Teams werden nach der ersten Runde neu gesetzt.) | 5 | SC Bern | 3         |       |       |
| (Die Teams werden nach der ersten Runde neu gesetzt.) | (Die Teams werden nach der ersten Runde neu gesetzt.) | (Die Teams werden nach der ersten Runde neu gesetzt.) | (Die Teams werden nach der ersten Runde neu gesetzt.) | (Die Teams werden nach der ersten Runde neu gesetzt.) | (Die Teams werden nach der ersten Runde neu gesetzt.) | (Die Teams werden nach der ersten Runde neu gesetzt.) |   | 7       | ZSC Lions | 4     |       |
| 3                                                     | Fribourg-Gottéron                                     | 4                                                     |                                                       |                                                       |                                                       |                                                       |   |         |           |       |       |
| 6                                                     | HC Lugano                                             | 2                                                     |                                                       |                                                       |                                                       |                                                       |   |         |           |       |       |
|                                                       |                                                       |                                                       | 3                                                     | Fribourg-Gottéron                                     | 1                                                     |                                                       |   |         |           |       |       |
|                                                       |                                                       |                                                       | 5                                                     | SC Bern                                               | 4                                                     |                                                       |   |         |           |       |       |
| 4                                                     | Kloten Flyers                                         | 1                                                     |                                                       |                                                       |                                                       |                                                       |   |         |           |       |       |
| 5                                                     | SC Bern                                               | 4                                                     |                                                       |                                                       |                                                       |                                                       |   |         |           |       |       |
|                                                       |                                                       |                                                       |                                                       |                                                       |                                                       |                                                       |   |         |           |       |       |

### Viertelfinal

#### (1) EV Zug – (8) EHC Biel
| 1. März 2012 19:45 Uhr | EV Zug Damien Brunner (18:56) Thomas Rüfenacht (36:03) Fabian Schnyder (39:17) | 3:1 (1:0, 2:1, 0:0) Spielbericht | EHC Biel Tom Preissing (36:50) | Bossard Arena, Zug Zuschauer: 6'824 |

| 3. März 2012 19:49 Uhr | EHC Biel Éric Beaudoin (51:15) | 1:4 (0:2, 0:0, 1:2) Spielbericht | EV Zug Glen Metropolit (11:27) Damien Brunner (15:59) Josh Holden (48:59) Thomas Rüfenacht (58:23) | Eisstadion Biel, Biel/Bienne Zuschauer: 6'002 |

| 6. März 2012 19:45 Uhr | EV Zug Glen Metropolit (3:05) Fabian Sutter (4:34) Glen Metropolit (15:18) Björn Christen (59:20) Andy Wozniewski (64:42) | 5:4 n. V. (3:1, 0:3, 1:0, 1:0) Spielbericht | EHC Biel Alain Miéville (5:58) Ahren Spylo (23:04) Ahren Spylo (30:58) Éric Beaudoin (39:39) | Bossard Arena, Zug Zuschauer: 6'650 |

| 8. März 2012 19:45 Uhr | EHC Biel Joël Fröhlicher (11:16) Ahren Spylo (12:41) Philippe Wetzel (49:04) Philippe Wetzel (51:45) | 4:3 (2:1, 0:1, 2:1) Spielbericht | EV Zug Josh Holden (19:59) Josh Holden (35:40) Josh Holden (55:25) | Eisstadion Biel, Biel/Bienne Zuschauer: 5'097 |

| 10. März 2012 19:45 Uhr | EV Zug Josh Holden (0:30) Glen Metropolit (13:07) Fabian Sutter (44:31) Damien Brunner (51:57) Glen Metropolit (58:12) | 5:2 (2:1, 0:1, 3:0) Spielbericht | EHC Biel Éric Beaudoin (9:36) Ahren Spylo (22:17) | Bossard Arena, Zug Zuschauer: 7'015 (ausverkauft) |

#### (2) HC Davos – (7) ZSC Lions
| 1. März 2012 19:45 Uhr | HC Davos Lukas Sieber (9:59) René Back (22:59) | 2:4 (1:1, 1:0, 0:3) Spielbericht | ZSC Lions Domenico Pittis (9:46) Reto Schäppi (45:58) Juraj Kolník (58:38) Patrik Bärtschi (59:51) | Vaillant Arena, Davos Zuschauer: 5'472 |

| 3. März 2012 19:45 Uhr | ZSC Lions Jeff Tambellini (2:08) Thibaut Monnet (9:16) Cyrill Bühler (42:48) Mark Bastl (46:34) Patrik Bärtschi (50:29) Patrik Bärtschi (54:34) | 6:1 (2:1, 0:0, 4:0) Spielbericht | HC Davos Ramon Untersander (16:56) | Hallenstadion, Zürich Zuschauer: 10'012 |

| 6. März 2012 20:15 Uhr | HC Davos Reto von Arx (58:53) | 1:2 (0:0, 0:2, 1:0) Spielbericht | ZSC Lions Thibaut Monnet (25:01) Jeff Tambellini (33:49) | Vaillant Arena, Davos Zuschauer: 5'238 |

| 8. März 2012 19:45 Uhr | ZSC Lions Patrik Bärtschi (33:22) | 1:0 (0:0, 1:0, 0:0) Spielbericht | HC Davos | Hallenstadion, Zürich Zuschauer: 11'021 |

#### (3) Fribourg-Gottéron – (6) HC Lugano
| 1. März 2012 19:45 Uhr | Fribourg-Gottéron Julien Sprunger (28:26) Andrei Bykov (57:17) | 2:3 (0:2, 1:1, 1:0) Spielbericht | HC Lugano Sébastien Reuille (4:45) Brady Murray (6:34) Kevin Romy (36:02) | BCF-Arena, Freiburg im Üechtland Zuschauer: 6'800 (ausverkauft) |

| 3. März 2012 19:45 Uhr | HC Lugano Oliver Kamber (34:48) Sébastien Reuille (56:19) | 2:4 (0:0, 1:2, 1:2) Spielbericht | Fribourg-Gottéron Andrei Bykov (36:18) Michael Ngoy (37:15) Benjamin Plüss (45:49) Mike Knoepfli (59:08) | Resega, Lugano Zuschauer: 6'112 |

| 6. März 2012 19:45 Uhr | Fribourg-Gottéron Simon Gamache (20:40) Dmitri Afanassenkow (23:06) | 2:4 (0:1, 2:2, 0:1) Spielbericht | HC Lugano Brady Murray (1:01) Jaroslav Bednář (31:56) Stefan Ulmer (32:25) Julien Vauclair (59:56) | BCF-Arena, Freiburg im Üechtland Zuschauer: 6'800 (ausverkauft) |

| 8. März 2012 19:45 Uhr | HC Lugano | 0:2 (0:1, 0:1, 0:0) Spielbericht | Fribourg-Gottéron Simon Gamache (19:05) Pavel Rosa (22:26) | Resega, Lugano Zuschauer: 5'358 |

| 10. März 2012 20:15 Uhr | Fribourg-Gottéron Sandy Jeannin (22:45) Christian Dubé (24:31) Simon Gamache (27:27) Pavel Rosa (31:44) Adam Hasani (32:41) Julien Sprunger (38:12) | 6:2 (0:1, 6:0, 0:1) Spielbericht | HC Lugano Leandro Profico (5:28) Leandro Profico (45:28) | BCF-Arena, Freiburg im Üechtland Zuschauer: 6'800 (ausverkauft) |

| 13. März 2012 20:15 Uhr | HC Lugano Brady Murray (8:28) Kimmo Rintanen (8:58) Sébastien Reuille (41:31) Daniel Steiner (46:19) | 4:5 n. V. (2:0, 0:3, 2:1, 0:1) Spielbericht | Fribourg-Gottéron Adam Hasani (22:55) Alain Birbaum (31:26) Pavel Rosa (31:37) Romain Loeffel (55:24) Benjamin Plüss (66:52) | Resega, Lugano Zuschauer: 5'278 |

#### (4) Kloten Flyers – (5) SC Bern
| 1. März 2012 19:45 Uhr | Kloten Flyers Tommi Santala (8:12) Victor Stancescu (23:49) | 2:3 (1:1, 1:0, 0:2) Spielbericht | SC Bern Thomas Déruns (10:59) Jean-Pierre Dumont (48:06) Thomas Déruns (56:40) | Kolping Arena, Kloten Zuschauer: 6'285 |

| 3. März 2012 19:45 Uhr | SC Bern Ivo Rüthemann (2:21) Martin Plüss (14:09) Ryan Gardner (24:50) Ryan Gardner (29:52) Marc Reichert (42:48) Jean-Pierre Dumont (48:40) | 6:3 (2:3, 2:0, 2:0) Spielbericht | Kloten Flyers Roman Wick (15:16) Marcel Jenni (17:25) Michael Liniger (19:06) | PostFinance-Arena, Bern Zuschauer: 16'771 |

| 6. März 2012 19:45 Uhr | Kloten Flyers Victor Stancescu (4:27) Victor Stancescu (47:44) Félicien Du Bois (59:27) | 3:0 (1:0, 0:0, 2:0) Spielbericht | SC Bern | Kolping Arena, Kloten Zuschauer: 7'321 |

| 8. März 2012 20:15 Uhr | SC Bern David Jobin (7:26) David Jobin (16:13) Martin Plüss (38:46) Martin Plüss (52:30) | 4:1 (2:0, 1:0, 1:1) Spielbericht | Kloten Flyers Micki DuPont (43:36) | PostFinance-Arena, Bern Zuschauer: 16'272 |

| 10. März 2012 19:45 Uhr | Kloten Flyers Niklas Nordgren (22:54) Michael Liniger (51:19) | 2:3 (0:2, 1:1, 1:0) Spielbericht | SC Bern Marc Reichert (10:10) Joel Kwiatkowski (13:17) Pascal Berger (38:27) | Kolping Arena, Kloten Zuschauer: 7'624 (ausverkauft) |

### Halbfinal

#### (1) EV Zug – (7) ZSC Lions
| 17. März 2012 19:45 Uhr | EV Zug Björn Christen (11:58) | 1:7 (1:1, 0:4, 0:2) Spielbericht | ZSC Lions Mark Bastl (9:56) Thibaut Monnet (25:19) Luca Cunti (25:48) Cyrill Bühler (26:28) Domenico Pittis (31:00) Patrik Bärtschi (41:46) Patrik Bärtschi (56:05) | Bossard Arena, Zug Zuschauer: 7'015 (ausverkauft) |

| 20. März 2012 19:45 Uhr | ZSC Lions Domenico Pittis (10:29) Mark Bastl (48:00) | 2:1 (1:0, 0:1, 1:0) Spielbericht | EV Zug Sven Lindemann (34:19) | Hallenstadion, Zürich Zuschauer: 10'071 |

| 22. März 2012 20:15 Uhr | EV Zug Corsin Casutt (37:20) Patrick Fischer (39:36) | 2:3 n. V. (0:0, 2:2, 0:0, 0:1) Spielbericht | ZSC Lions Andres Ambühl (23:43) Patrik Bärtschi (31:35) Andres Ambühl (63:52) | Bossard Arena, Zug Zuschauer: 7'015 (ausverkauft) |

| 24. März 2012 19:45 Uhr | ZSC Lions Patrik Bärtschi (10:31) Andres Ambühl (28:53) Reto Schäppi (32:36) Reto Schäppi (34:38) Jeff Tambellini (46:51) | 5:1 (1:0, 3:0, 1:1) Spielbericht | EV Zug Patrick Oppliger (48:34) | Hallenstadion, Zürich Zuschauer: 11'200 (ausverkauft) |

#### (3) Fribourg-Gottéron – (5) SC Bern
| 17. März 2012 19:45 Uhr | Fribourg-Gottéron Andrei Bykov (1:28) Tristan Vauclair (38:55) | 2:4 (1:1, 1:2, 0:1) Spielbericht | SC Bern Byron Ritchie (9:15) Ivo Rüthemann (24:20) Jean-Pierre Dumont (28:54) Ivo Rüthemann (59:47) | BCF-Arena, Freiburg im Üechtland Zuschauer: 6'800 (ausverkauft) |

| 20. März 2012 19:45 Uhr | SC Bern Pascal Berger (6:52) Beat Gerber (47:56) | 3:2 n. P. (1:0, 0:2, 1:0, 0:0, 1:0) Spielbericht | Fribourg-Gottéron Christian Dubé (26:02) Christian Dubé (33:39) | PostFinance-Arena, Bern Zuschauer: 17'131 (ausverkauft) |

| 22. März 2012 19:45 Uhr | Fribourg-Gottéron Mike Knoepfli (58:15) | 1:6 (0:2, 0:1, 1:3) Spielbericht | SC Bern Joel Kwiatkowski (2:34) Byron Ritchie (4:22) Caryl Neuenschwander (27:34) Etienne Froidevaux (43:07) Joël Vermin (47:49) Ivo Rüthemann (59:02) | BCF-Arena, Freiburg im Üechtland Zuschauer: 6'800 (ausverkauft) |

| 24. März 2012 20:17 Uhr | SC Bern Jean-Pierre Dumont (6:23) | 1:2 n. P. (1:1, 0:0, 0:0, 0:0, 0:1) Spielbericht | Fribourg-Gottéron Tristan Vauclair (8:05) | PostFinance-Arena, Bern Zuschauer: 17'131 (ausverkauft) |

| 27. März 2012 20:15 Uhr | Fribourg-Gottéron | 0:3 (0:0, 0:1, 0:2) Spielbericht | SC Bern Pascal Berger (29:49) Pascal Berger (50:43) Christoph Bertschy (57:55) | BCF-Arena, Freiburg im Üechtland Zuschauer: 6'800 (ausverkauft) |

### Final
| 3. April 2012 19:45 Uhr | SC Bern Jean-Pierre Dumont (19:34) Jean-Pierre Dumont (37:29) Philippe Furrer (46:14) Martin Plüss (50:56) | 4:2 (1:0, 1:1, 2:1) Spielbericht | ZSC Lions Reto Schäppi (31:52) Andres Ambühl (56:23) | PostFinance-Arena, Bern Zuschauer: 17'131 (ausverkauft) |

| 5. April 2012 19:45 Uhr | ZSC Lions Blaine Down (46:45) Thibaut Monnet (54:29) | 2:1 (0:0, 0:1, 2:0) Spielbericht | SC Bern Joël Vermin (21:48) | Hallenstadion, Zürich Zuschauer: 11'200 (ausverkauft) |

| 7. April 2012 19:45 Uhr | SC Bern Etienne Froidevaux (29:36) Tristan Scherwey (48:12) Ivo Rüthemann (56:51) | 3:0 (0:0, 1:0, 2:0) Spielbericht | ZSC Lions | PostFinance-Arena, Bern Zuschauer: 17'131 (ausverkauft) |

| 9. April 2012 16:00 Uhr | ZSC Lions | 0:2 (0:0, 0:1, 0:1) Spielbericht | SC Bern Ivo Rüthemann (28:52) Martin Plüss (59:23) | Hallenstadion, Zürich Zuschauer: 11'200 (ausverkauft) |

| 12. April 2012 20:15 Uhr | SC Bern Etienne Froidevaux (32:23) | 1:2 n. V. (0:0, 1:1, 0:0, 0:1) Spielbericht | ZSC Lions Domenico Pittis (28:44) Mathias Seger (69:18) | PostFinance-Arena, Bern Zuschauer: 17'131 (ausverkauft) |

| 14. April 2012 20:15 Uhr | ZSC Lions Thibaut Monnet (24:13) Andres Ambühl (24:43) Mathias Seger (26:37) Domenico Pittis (38:38) Patrik Bärtschi (45:36) Jeff Tambellini (58:17) | 6:3 (0:0, 4:2, 2:1) Spielbericht | SC Bern Ryan Gardner (34:43) Ryan Gardner (35:59) Martin Plüss (41:12) | Hallenstadion, Zürich Zuschauer: 11'200 (ausverkauft) |

| 17. April 2012 20:15 Uhr | SC Bern Ivo Rüthemann (21:49) | 1:2 (0:1, 1:0, 0:1) Spielbericht | ZSC Lions Mark Bastl (19:18) Steve McCarthy (59:58) | PostFinance-Arena, Bern Zuschauer: 17'131 (ausverkauft) |

### Meistermannschaft der ZSC Lions
| Schweizer Meister ZSC Lions | Torhüter: Lukas Flüeler, Ari Sulander Verteidiger: Phil Baltisberger, Severin Blindenbacher, Patrick Geering, John Gobbi, Steve McCarthy, Daniel Schnyder, Mathias Seger, Andri Stoffel Angreifer: Andres Ambühl, Chris Baltisberger, Mark Bastl, Patrik Bärtschi, Cyrill Bühler, Luca Cunti, Blaine Down, Ronalds Ķēniņš, Juraj Kolník, Thibaut Monnet, Domenico Pittis, Reto Schäppi, Patrick Schommer, Jeff Tambellini, Thomas Ziegler Cheftrainer: Bob Hartley Assistenztrainer: Jacques Cloutier |

## Playouts
Sowohl die Playouts als auch die Relegation wurden durchgängig im Modus Best of Seven ausgespielt.

### Turnierbaum
| Playout-Halbfinal | Playout-Halbfinal      | Playout-Halbfinal |  |  | Playout-Final | Playout-Final      | Playout-Final |
|                   |                        |                   |  |  |               |                    |               |
| 9                 | Genève-Servette HC     | 1                 |  |  |               |                    |               |
| 12                | Rapperswil-Jona Lakers | 4                 |  |  |               |                    |               |
|                   |                        |                   |  |  | 9             | Genève-Servette HC | 4             |
|                   |                        |                   |  |  | 11            | HC Ambrì-Piotta    | 0             |
| 10                | SCL Tigers             | 4                 |  |  |               |                    |               |
| 11                | HC Ambrì-Piotta        | 0                 |  |  |               |                    |               |
|                   |                        |                   |  |  |               |                    |               |

## Liga-Qualifikation
Die Liga-Qualifikation wurde im Modus Best of Seven ausgespielt. Der Verlierer der NLA-Playouts HC Ambrì-Piotta traf auf den NLB-Meister SC Langenthal. Der Sieger der Serie qualifizierte sich für die NLA-Saison 2012/13.

### Turnierbaum
|  | Liga-Qualifikation  |   |
|  |                     |   |
|  |                     |   |
|  | NLA HC Ambrì-Piotta | 4 |
|  | NLB SC Langenthal   | 1 |